# سنتر کینگ اسموتی
سنتر کینگ اسموتی (انگلیسی: Smoothie King Center) ورزشگاه چند منظوره در نیواورلئان، لوییزیانا است. سنتر کینگ که در منطقه مرکزی تجاری شهرستان لوییزیانا واقع شده است از مهمترین مرکز های داخلی آمریکا به شمار می رود. اسموتی در مجاور ورزشگاه مرسدس-بنز سوپردام قرار دارد.